# 燕美站
燕美站位於吉隆坡燕美路上方，為吉隆坡單軌的捷運車站，其站名取自於車站下方的燕美路。

## 車站概要
車站位於燕美路上方，於2003年8月31日開始營運，主要服務燕美與武吉免登地區。

## 利用狀況
位於吉隆坡金三角地區的車站，成功時代廣場與成功廣場（Berjaya Mall），許多的觀光景點與飯店也位在附近，為本站帶來大量前往購物、工作、觀光與商務的乘客。因此無論平日或例假日，經常有眾多的人潮進出，為吉隆坡單軌人潮最多的，每月行人流量超過210人次。在車站下方，也有許多前往馬六甲、檳城、新山、泰國合艾、新加坡等地的客運在此停靠或出發，但在此停靠的客運，價格通常較為昂貴。

## 車站結構
本站架空於燕美路上方，屬於高架車站，擁有通道前往兩旁的建築。因2012年底將吉隆坡單軌將推出四節列車服務，月台延長工程正在進行中。

### 車站樓層
| L3     | 月台         | 側式月台                                                                                               |
| L3     | 月台         | 1號月台: 吉隆坡單軌 往 MR11 蒂蒂旺沙站 (→)                                                             |
| L3     | 月台         | 2號月台: 吉隆坡單軌 往 MR1 吉隆坡中央車站 (←)                                                          |
| L3     | 月台         | 側式月台                                                                                               |
| L2     | 大廳，穿堂層 | 詢問處、自動售票機、驗票閘門、售票站、車站控制台、洗手間、祈禱室、商店、出口前往成功時代廣場與成功廣場 |
| L1     | 通道         | 商店、電扶梯往/自出口、通道前往成功時代廣場與成功廣場                                                  |
| 地面層 | 燕美路       | 電扶梯出入口、樓梯出入口、計程車站、                                                                   |

### 出口
共設有6個出口，1個通往成功時代廣場，另一個通往成功廣場，其他4個出口位在燕美路兩旁。

## 意外事故
因本站人潮眾多，通常列車行經本站，車廂內就擠滿了乘客，導致列車常在本站與武吉免登站之間發生拋錨，導致乘客受困在半空中，不過至今沒造成任何的傷亡.

## 車站周邊
- 成功時代廣場（Berjaya Times Square）
- 成功廣場（Berjaya Plaza）
- 吉隆坡警察總署
- 成功時代廣場飯店（Hotel Berjaya Times Square）
- 吉隆坡美麗雅飯店（Melia Kuala Lumpur Hotel）
- 金河廣場（Plaza Sungei Wang）
- 劉蝶廣場（Low Yat Plaza）
- 燕美廣場（Imbi Plaza）
- 亞羅街（Jalan Alor）
- Grand Plaza Park Royal Hotel